# Crise de conscrição de 1944
A Crise de Conscrição de 1944 foi uma crise política e militar que ocorreu no Canadá durante a Segunda Guerra Mundial, para com o serviço militar. Teve causas semelhantes à crise de recrutamento de 1917, mas as consequências políticas foram muito menos graves. O primeiro-ministro canadense Mackenzie King (de 1935 a 1948) havia prometido, na campanha eleitoral de 1940, prescindir do recrutamento. Dois anos depois, o governo lançou um referendo sobre o assunto. Os anglo-canadenses aceitaram o recrutamento por uma grande maioria, enquanto os franco-canadenses o rejeitaram claramente. O serviço militar obrigatório foi finalmente introduzido no final de 1944, mas em um processo gradual. Por fim, apenas 2.463 recrutas chegaram à frente, um número quase que insignificante do ponto de vista militar.

## Antecedentes

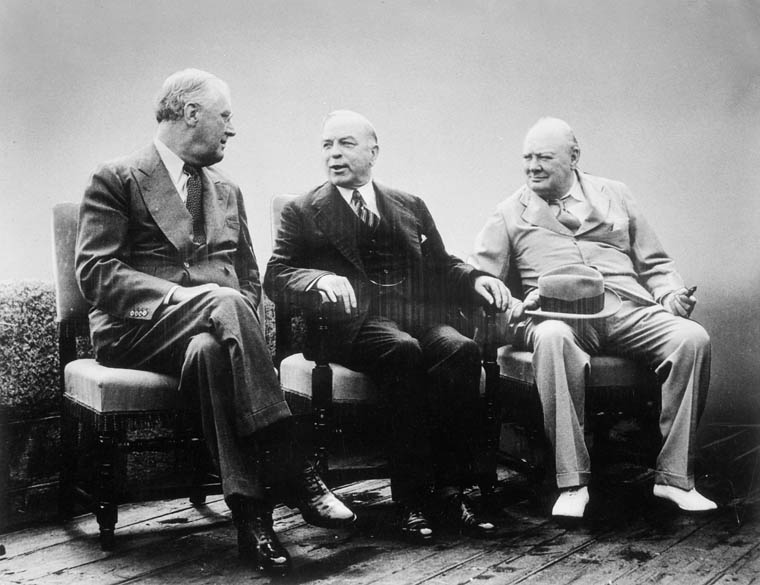
Franklin D. Roosevelt, William Lyon Mackenzie King e Winston Churchill (1943)

O Canadá declarou guerra a Alemanha Nazista em 10 de Setembro de 1939 e enviou uma divisão para a Europa, que não foi utilizada antes da conquista da França. Em 1940, o primeiro ministro William Lyon Mackenzie King prometeu limitar a intervenção militar direta do Canadá. Muitos canadenses apoiaram a promessa de King, mesmo quando ficou claro que a guerra continuaria por muito tempo.
Como foi afirmado durante a Primeira Guerra Mundial, os jovens franco-canadenses pouco identificavam-se com a infantaria. Entre eles poucos serviram no exército canadense. Nos quartéis compostos de franceses, o francês falado, porém apenas o Inglês era usado na comunicação oficial, incluindo o rádio. As demais unidades do exército, no entanto, foram anglicizadas, pois o treinamento em unidades técnicas estava disponível apenas em centros de língua inglesa.
Numerosas unidades francófonas poderiam ter sido agrupadas, mas devido à falta de instrutores de língua francesa, estas foram distribuídas às divisões de língua inglesa. Isso perdeu a oportunidade de criar um clima politicamente mais favorável na província de Quebec e em outras áreas francófonas para a aprovação do esforço de guerra. Em junho de 1940, o governo promulgou a Lei Nacional de Mobilização de Recursos (NRMA), que permitia registrar mulheres e homens e usá-los em setores críticos da guerra; no entanto, o uso no exterior não era permitido.

## Referendo de 1942

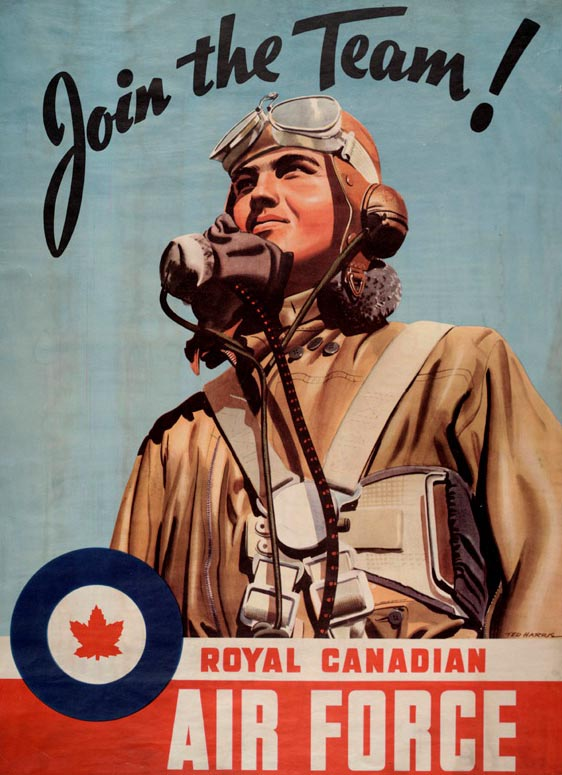
Propaganda da Força Aérea Real Canadense

Em 1941, haviam voluntários suficientes para formar cinco divisões no exterior. O Partido Conservador pressionou o Primeiro Ministro King a pedir ao Governador-Geral que introduzisse o serviço militar. King, no entanto, não quis dar esse passo sem o apoio do povo e optou por fazer um referendo no dia 27 Abril de 1942. O governo não pediu diretamente à população a introdução imediata do serviço militar obrigatório, mas retirou as promessas feitas antes das eleições gerais de 1940. A famosa citação de King, "se necessário, mas não necessariamente" refletia a natureza ambígua do voto.
A aprovação no Canadá foi de 63,3%. Entre os ingleses, esse percentual chegou aos 83%. No entanto, a submissão foi rejeitada na seção francófona, particularmente em Quebec, onde comitês opostos (incluindo um de Henri Bourassa, o mais amargo oponente do recrutamento em 1917) conseguiram convencer quase três quartos da população. O governo então apresentou uma proposta legislativa que revogou as partes da NRMA que diziam respeito à proibição de recrutamento para operações no exterior. No entanto, o consentimento para a introdução imediata do serviço militar obrigatório não foi unânime, o que levou a um tumulto em Montreal. Em Toronto, um reduto de apoiadores de recrutamento, liderado pelo ex-primeiro-ministro conservador Arthur Meighen também se manifestaram.
Esses foram os resultados do referendo por província:
| Província/pessoal        | sim       | %     | Não       | %     |
| ------------------------ | --------- | ----- | --------- | ----- |
| Alberta                  | 186.624   | 71,1% | 75.880    | 28,9% |
| Colúmbia Britânica       | 253.844   | 80,4% | 62.033    | 19,6% |
| Manitoba                 | 218.093   | 80,3% | 53.651    | 19,7% |
| New Brunswick            | 105.629   | 69,8% | 45.743    | 30,2% |
| Nova Escócia             | 120.763   | 77,1% | 35.840    | 22,1% |
| Ontário                  | 120.2953  | 84,0% | 229.847   | 16,0% |
| Ilha do Príncipe Eduardo | 23.568    | 82,9% | 4.869     | 17,1% |
| Québec                   | 375.650   | 27,9% | 971.925   | 72,1% |
| Saskatchewan             | 183.617   | 73,1% | 67.654    | 26,9% |
| Yukon                    | 847       | 74,4% | 291       | 25,6% |
| Civís                    | 2.670.088 | 63,3% | 1.547.724 | 36,7% |
| Miltitares               | 251.118   | 80,5% | 60.885    | 19,5% |
| Total                    | 2.921.206 | 64,5% | 1.608.609 | 35,5% |

## Introdução do serviço militar obrigatório

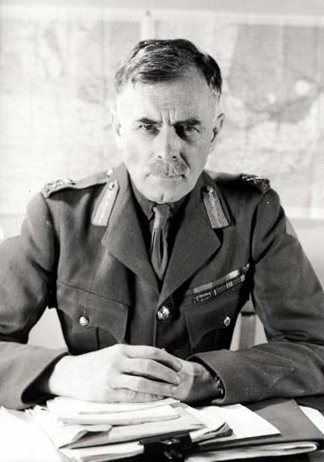
Andrew McNaughton

Após as campanhas na Itália em1943 e a invasão da Normandia em 1944, o número de novos recrutas voluntários mostrou-se insuficiente para compensar a perda de estoque sofrida na Europa, especialmente na infantaria. Quando uma brigada foi despachada para a Batalha das Ilhas Aleutas, em 1943, havia também algumas centenas de recrutas em suas fileiras, já que as Ilhas Aleutas estão localizadas na América do Norte e, portanto, a missão não estava no exterior.
O ministro da Defesa James Ralston desconfiava profundamente dos ministros franco-canadenses e da população francófona em geral. O primeiro ministro King estava, portanto, convencido de que era necessário, por razões políticas, substituí-lo. No lugar de Ralston em 1 Novembro de 1944, o general Andrew McNaughton, que era considerado um oponente do recrutamento. A Marinha e a Força Aérea estavam no alvo, mas McNaughton não conseguiu recrutar voluntários suficientes para o exército. Alguns membros do gabinete ameaçaram renunciar, o que derrubaria o governo.
Eventualmente, 12.908 recrutas envolvidos no programa NRMA foram implantados na Europa. Apenas 2463 chegaram à frente; 79 deles perderam a vida. Ninguém da população em geral foi obrigado a servir. Com suas táticas de atraso, King impediu uma grave crise política porque não havia feito um movimento perceptível para o lado. No entanto, a relação entre canadenses anglófonos e francófonos piorou, embora não tanto quanto em 1917.